# Lorquin
Lorquin (Duits: Lörchingen) is een gemeente in het Franse departement Moselle in de regio Grand Est. De plaats is gelegen in de Boven-Saargau, in de nabijheid van Lotharingse Salzgau en de Elzas. Lorquin telde op 1 januari 2022 1.134 inwoners.

## Geschiedenis
In 1790 werd de gemeente ingedeeld bij het departement Meurthe. Bij de Vrede van Frankfurt stond Frankrijk het gebied in 1871 af aan het Duitse Keizerrijk en werd onder de naam Lörchingen de hoofdplaats de gelijknamige kreis in het Bezirk Lotharingen.
Toen na de Eerste Wereldoorlog het gebied weer Frans werd bleven de departementsgrenzen zoals ze waren na 1871 en werd het district opgenomen als het nieuwe departement Moselle.
De in 1871 opgeheven kantons en arrondissementen werden hersteld en Lorquin werd de hoofdplaats van het gelijknamige kanton in het arrondissement Sarrebourg.
Het arrondissement Sarrebourg fuseerde op 1 januari 2015 met het arrondissement Château-Salins tot het arrondissement Sarrebourg-Château-Salins. Op 22 maart 2015 werd het kanton Lorquin opgeheven en werden de gemeente opgenomen in het kanton Phalsbourg.

## Geografie
De oppervlakte van Lorquin bedroeg op 1 januari 2022 8,77 vierkante kilometer; de bevolkingsdichtheid was toen 129,3 inwoners per km².

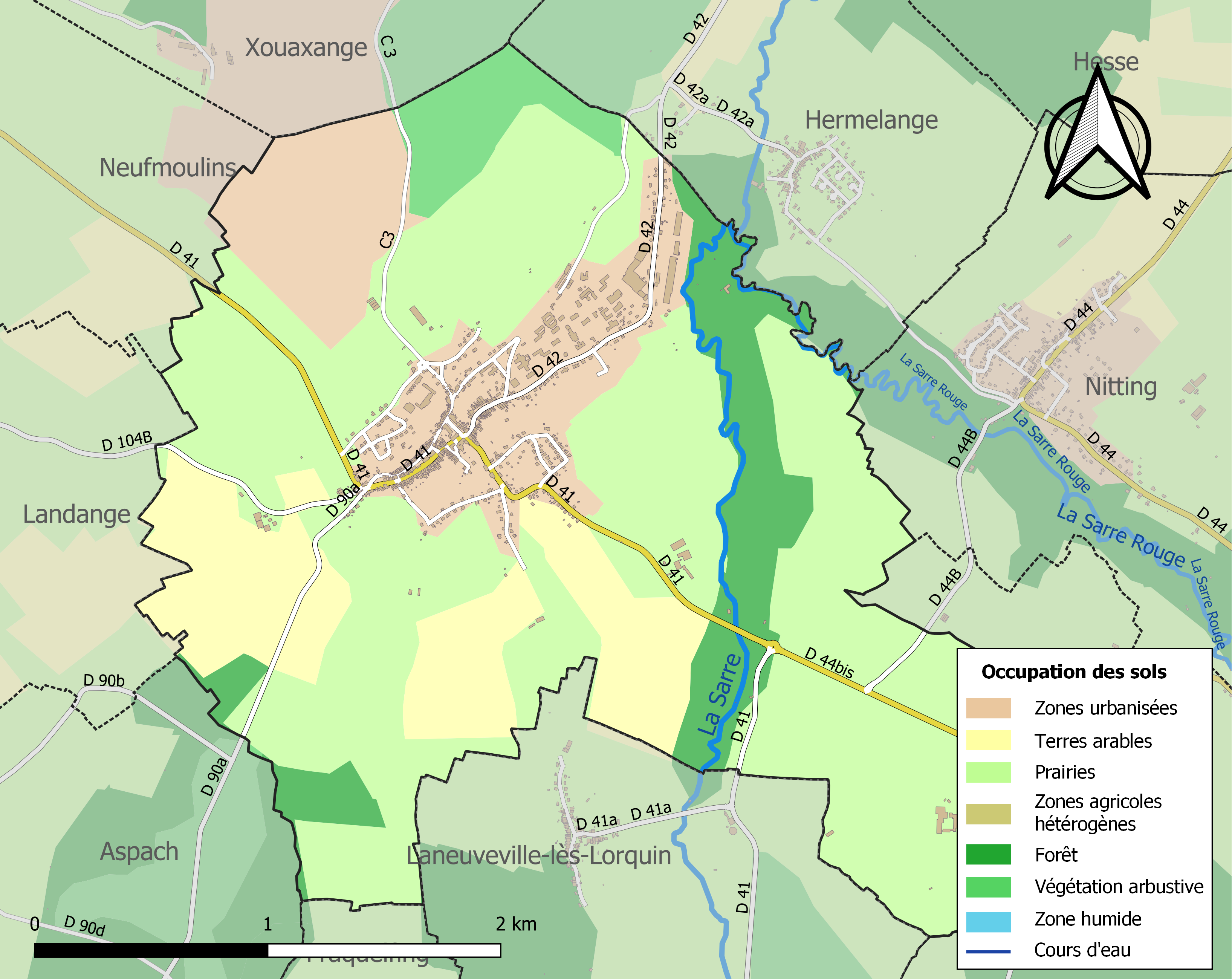
Kaart van de gemeente met de belangrijkste infrastructuur, bodemgebruik en omliggende gemeenten

## Demografie
Onderstaande figuur toont het verloop van het inwonertal (bron: INSEE-tellingen).